# Pinang Jawa II
Pinang Jawa II is een bestuurslaag in het regentschap Kaur van de provincie Bengkulu, Indonesië. Pinang Jawa II telt 279 inwoners (volkstelling 2010).